# Bloodsport II: The Next Kumite
Bloodsport II: The Next Kumite (Brasil: O Grande Dragão Branco II ) é um filme norte-americano de artes marciais de 1996, dirigido por Alan Mehrez e estrelado por Daniel Bernhardt e a sequência do filme O Grande Dragão Branco, estrelando Jean-Claude Van Damme, foi lançado em 1 de março de 1996 (mundial) somente para VHS e DVD.

## Sinopse
O filme conta a história de um ladrão chamado Alex, ele é mandado para a prisão e ali conhece um grande mestre que lhe ensina o mais letal estilo de luta que já conheceu: a Mão de ferro. Como forma de agradecimento, Alex promete utilizar seus conhecimentos na mais perigosa arena do mundo.

## Elenco
- Daniel Bernhardt – Alex Cardo
- Pat Morita- David Leung
- Donald Gibb Ray 'Tiny' Jackson
- James Hong – Master Sun
- Lori Lynn Dickerson – Janine Elson
- Ong Soo Han – Demon
- Philip Tan – John
- Nicholas Hill – Sergio DeSilva
- Ron Hall – Cliff
- Hee Il Cho – Head Judge
- Shaun Gordon – Sun's Student
- Lisa McCullough – Kim Campbell
- Chuay – Chien
- Steve Martinex – Head Referee
- Jeff Wolfe – Flash
- Cliff Bernhardt – Len
- Nils Allen Stewart – Gorilla
- Eric Lee – Seng
- Kevin Chong – Sun's Student
- Jerry Piddington – Kumite fighter
- Richard Kee Smith – Kumite fighter
- Gokor Chivichyan – Kumite fighter

## Continuidade Series
Ator Donald Gibb também apareceu no primeiro filme Bloodsport como Ray Jackson. Ele é o único personagem que retorna do primeiro filme para o segundo filme. James Hong e Pat Morita aparecem tanto Bloodsport II e Bloodsport III.